# Cintré
Cintré est une commune française située dans le département d'Ille-et-Vilaine en Région Bretagne. D'une population municipale de 2 614 habitants en 2022, elle est une des 43 communes de Rennes Métropole.

## Géographie
Cintré est situé à 37 mètres d'altitude et voisine des communes de la Chapelle-Thouarault et de Mordelles.
La plus grande ville à proximité de Cintré est celle de Rennes, située au sud-est de la commune à 12 km. La rivière le Meu et la Vaunoise sont les principaux cours d'eau qui traversent la ville de Cintré.

### Communes limitrophes

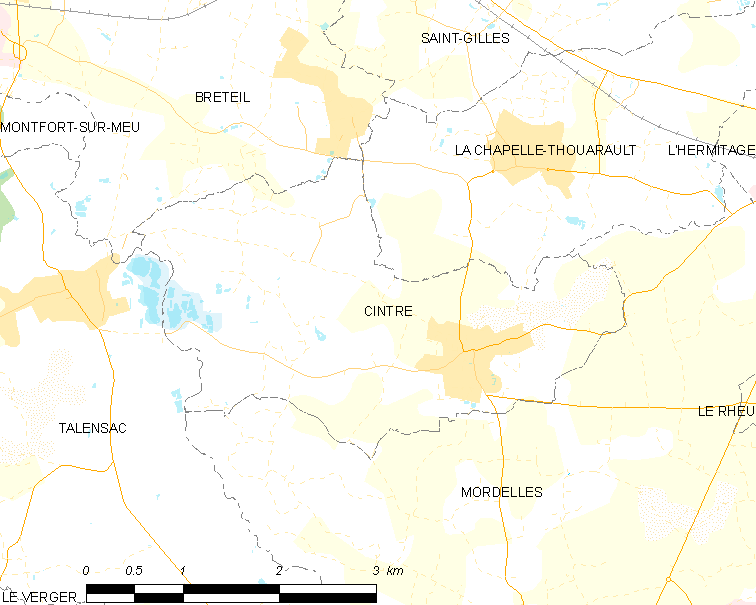
Carte de la commune.

| Breteil  |           | La Chapelle-Thouarault |
| Talensac | Cintré    | Le Rheu                |
|          | Mordelles |                        |

### Transports
Cintré est desservie par les bus du réseau service des transports en commun de l'agglomération rennaise (STAR) de Rennes Métropole via les lignes 54 (53 les vendredis et  samedis soir) et 154ex.

### Hydrographie
Pour un article plus général, voir Réseau hydrographique d'Ille-et-Vilaine.
La commune est située dans le bassin Loire-Bretagne. Elle est drainée par le Meu, la Vaunoise,.
Le Meu, d'une longueur de 84 km, prend sa source dans la commune de Saint-Vran et se jette  dans un bras de la Vilaine à Chavagne, après avoir traversé 21 communes. 
La Vaunoise, d'une longueur de 33 km, prend sa source dans la commune de Irodouër et se jette  dans le Meu à Bréal-sous-Montfort, après avoir traversé onze communes. 

### Climat
Pour des articles plus généraux, voir Climat de la Bretagne et Climat d'Ille-et-Vilaine.
En 2010, le climat de la commune est de type climat océanique altéré, selon une étude du CNRS s'appuyant sur une série de données couvrant la période 1971-2000. En 2020, Météo-France publie une typologie des climats de la France métropolitaine dans laquelle la commune est exposée à un climat océanique et est dans la région climatique  Bretagne orientale et méridionale, Pays nantais, Vendée, caractérisée par une faible pluviométrie en été et une bonne insolation. Parallèlement l'observatoire de l'environnement en Bretagne publie en 2020 un zonage climatique de la région Bretagne, s'appuyant sur des données de Météo-France de 2009. La commune est, selon ce zonage, dans la zone « Intérieur Est », avec des hivers frais, des étés chauds et des pluies modérées.
Pour la période 1971-2000, la température annuelle moyenne est de 11,7 °C, avec une amplitude thermique annuelle de 12,8 °C. Le cumul annuel moyen de précipitations est de 712 mm, avec 12,2 jours de précipitations en janvier et 6,2 jours en juillet. Pour la période 1991-2020, la température moyenne annuelle observée sur la station météorologique la plus proche, située sur la commune du Rheu à 6 km à vol d'oiseau, est de 12,2 °C et le cumul annuel moyen de précipitations est de 720,4 mm,. Pour l'avenir, les paramètres climatiques de la commune estimés pour 2050 selon différents scénarios d'émission de gaz à effet de serre sont consultables sur un site dédié publié par Météo-France en novembre 2022.

## Urbanisme

### Typologie
Au 1er janvier 2024, Cintré est catégorisée bourg rural, selon la nouvelle grille communale de densité à sept niveaux définie par l'Insee en 2022.
Elle est située hors unité urbaine. Par ailleurs la commune fait partie de l'aire d'attraction de Rennes, dont elle est une commune de la couronne,. Cette aire, qui regroupe 183 communes, est catégorisée dans les aires de 700 000 habitants ou plus (hors Paris),.

### Occupation des sols
L'occupation des sols de la commune, telle qu'elle ressort de la base de données européenne d'occupation biophysique des sols Corine Land Cover (CLC), est marquée par l'importance des territoires agricoles (89,5 % en 2018), en diminution par rapport à 1990 (92,3 %). La répartition détaillée en 2018 est la suivante : 
zones agricoles hétérogènes (64,7 %), terres arables (22,8 %), zones urbanisées (8,6 %), prairies (2 %), eaux continentales (1,9 %). L'évolution de l'occupation des sols de la commune et de ses infrastructures peut être observée sur les différentes représentations cartographiques du territoire : la carte de Cassini (XVIIIe siècle), la carte d'état-major (1820-1866) et les cartes ou photos aériennes de l'IGN pour la période actuelle (1950 à aujourd'hui).

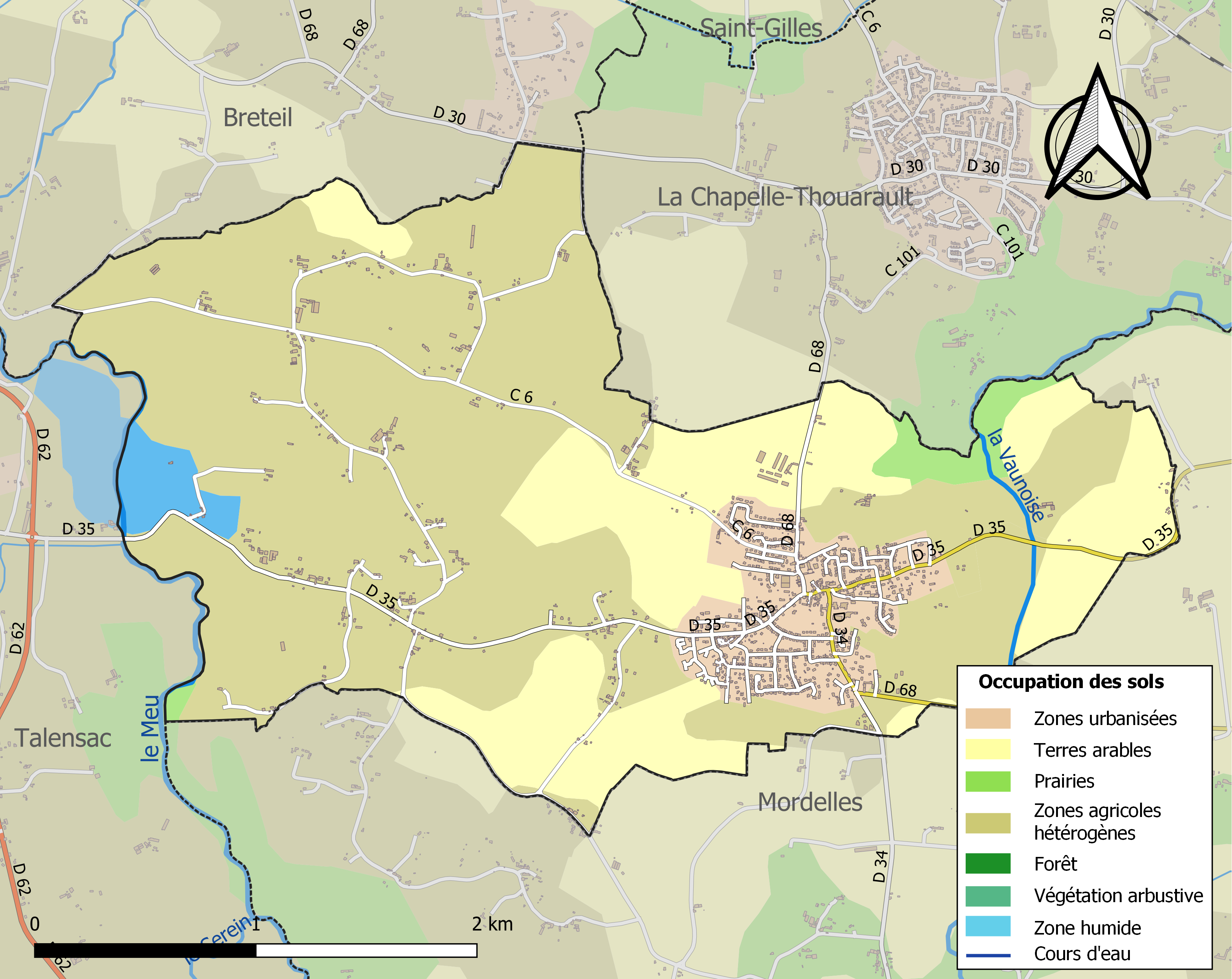
Carte des infrastructures et de l'occupation des sols de la commune en 2018 (CLC).

## Toponymie
Le nom de la localité est attesté sous les formes Ecclesia de Cintreyo en 1152, Ecclesia de Cintreio en 1158, Parochia de Sintreio en 1245, Cintreyum en 1437.
L'étymologie de Cintré, qui provient de l'agglutination du nom de personne gallo-romain Cintirius et du suffixe -(i)acum qui a régulièrement abouti à la terminaison -ei au Moyen Âge, puis -é dans l'ouest, d'où le sens global de « terre de cintirius », variante de centurius : « le centurion »[réf. nécessaire]. Deux chemins sont souvent empruntés lors de randonnées, « le Petit Cintirius » et « le Grand Cintirius [réf. nécessaire]».
La prononciation du nom de la localité en gallo a été relevée sous la forme Cintreu par Henri-François Buffet.

## Histoire
Des fouilles archéologiques tendent à montrer que le territoire de le commune était occupé dès le haut Moyen Âge.
Les premières traces écrites remontent à 1152, à l'époque un prieuré appartenait à l'abbaye Saint-Melaine de Rennes.

## Logotype

### Signification du logotype
| Blason à dessiner | Logotype de la Ville de Cintré : signification à compléter |

## Politique et administration

### Rattachements administratifs et électoraux

#### Circonscriptions de rattachement
Cintré appartient à l'arrondissement de Rennes et au canton du Rheu, créé lors du redécoupage cantonal de 2014. Avant cette date, elle appartenait au canton de Mordelles.
Pour l'élection des députés, la commune fait partie de la huitième circonscription d'Ille-et-Vilaine, représentée depuis juin 2022 par Mickaël Bouloux (PS-NUPES). Sous la IIIe République, elle appartenait à la deuxième circonscription de Rennes, de 1958 à 1986 à la 2e circonscription (Rennes-Sud) et de 1958 à 1986 à la 3e circonscription (Rennes-Montfort).

#### Intercommunalité
La commune appartient à Rennes Métropole depuis sa création le 9 juillet 1970. Cintré faisait alors partie des 27 communes fondatrices du District urbain de l'agglomération rennaise qui a pris sa dénomination actuelle le 1er janvier 2000.
Cintré fait aussi partie du Pays de Rennes.

#### Institutions judiciaires
Sur le plan des institutions judiciaires, la commune relève du tribunal judiciaire (qui a remplacé le tribunal d'instance et le tribunal de grande instance le 1er janvier 2020), du tribunal pour enfants, du conseil de prud'hommes, du tribunal de commerce, de la cour d'appel et du tribunal administratif de Rennes et de la cour administrative d'appel de Nantes.

### Administration municipale
Le nombre d'habitants au dernier recensement étant compris entre 1 500 et 2 499, le nombre de membres du conseil municipal est de 19.

### Liste des maires
| Période                                  | Période                   | Identité                      | Étiquette   | Qualité                             |
| ---------------------------------------- | ------------------------- | ----------------------------- | ----------- | ----------------------------------- |
| mars 1892                                | décembre 1919             | Auguste Burel                 | Républicain | Agriculteur                         |
| décembre 1919                            | ?                         | M. Hubert                     |             |                                     |
| Les données manquantes sont à compléter. |                           |                               |             |                                     |
| 1947                                     | 19..                      | Désiré Treluyer               | MRP         |                                     |
| mars 1965                                | octobre 1973 (démission)  | Ambroise Fontaine (1908-1981) |             |                                     |
| octobre 1973                             | mars 1983                 | Louis Courtois                |             | Retraité                            |
| mars 1983                                | mars 1989                 | François Laurans              |             |                                     |
| mars 1989                                | mars 2001                 | Maryvonne Maurais             | SE          | Retraitée                           |
| mars 2001                                | mars 2014                 | Alain Pestel                  | DVD         | Responsable logistique EDF retraité |
| mars 2014                                | En cours (au 26 mai 2020) | Jacques Ruello                | PS          | Retraité de la DGFP                 |
| Les données manquantes sont à compléter. |                           |                               |             |                                     |

### Jumelages
- Tourinnes-Saint-Lambert (Belgique)

## Démographie
L'évolution du nombre d'habitants est connue à travers les recensements de la population effectués dans la commune depuis 1793. Pour les communes de moins de 10 000 habitants, une enquête de recensement portant sur toute la population est réalisée tous les cinq ans, les populations de référence des années intermédiaires étant quant à elles estimées par interpolation ou extrapolation. Pour la commune, le premier recensement exhaustif entrant dans le cadre du nouveau dispositif a été réalisé en 2005.

En 2022, la commune comptait 2 614 habitants, en évolution de +14,85 % par rapport à 2016 (Ille-et-Vilaine : +5,46 %, France hors Mayotte : +2,11 %).
| 1793 | 1800 | 1806 | 1821 | 1831 | 1836 | 1841 | 1846 | 1851 |
| ---- | ---- | ---- | ---- | ---- | ---- | ---- | ---- | ---- |
| 669  | 674  | 684  | 694  | 700  | 696  | 702  | 763  | 755  |

| 1856 | 1861 | 1866 | 1872 | 1876 | 1881 | 1886 | 1891 | 1896 |
| ---- | ---- | ---- | ---- | ---- | ---- | ---- | ---- | ---- |
| 715  | 700  | 723  | 706  | 723  | 703  | 741  | 724  | 690  |

| 1901 | 1906 | 1911 | 1921 | 1926 | 1931 | 1936 | 1946 | 1954 |
| ---- | ---- | ---- | ---- | ---- | ---- | ---- | ---- | ---- |
| 652  | 626  | 598  | 550  | 543  | 554  | 539  | 545  | 526  |

| 1962 | 1968 | 1975 | 1982  | 1990  | 1999  | 2005  | 2006  | 2010  |
| ---- | ---- | ---- | ----- | ----- | ----- | ----- | ----- | ----- |
| 520  | 533  | 857  | 1 069 | 1 170 | 1 467 | 1 985 | 2 021 | 2 054 |

| 2015  | 2020  | 2022  | - | - | - | - | - | - |
| ----- | ----- | ----- | - | - | - | - | - | - |
| 2 236 | 2 476 | 2 614 | - | - | - | - | - | - |

2 614 Cintréens et Cintréennes résident sur la commune sur une superficie de 8,3 km2 (soit 247 hab./km2).

## Lieux et monuments
La commune ne compte aucun monument historique protégé.
- L'église Saint-Melaine, dont des parties remontent au XIIe siècle[31],[32]. Le retable du maître-autel[33] et les deux retables des autels latéraux[34] du XVIIe siècle sont classés en tant que monument historique au titre objet.
- Le manoir du Plessis construit à la fin du XVIIIe siècle[35].
- Une croix de chemin de 1670[36].
- Plusieurs fermes sont inventoriées[37], à la Richeudais[38], au Coudray[39], au clos de Meu[40], au Chesne Marie[41], et au Châtaignier[42].

## Personnalités liées à la commune
- Famille Huchet